# Parotocinclus amazonensis
Parotocinclus amazonensis är en fiskart som beskrevs av Garavello, 1977. Parotocinclus amazonensis ingår i släktet Parotocinclus och familjen Loricariidae. Inga underarter finns listade i Catalogue of Life.